# Пока ты спал
«Пока ты спал» (англ. While You Were Sleeping) — американский кинофильм 1995 года, романтическая комедия (рождественская сказка) режиссёра Джона Тёртелтауба.

## Сюжет
Одинокая служащая чикагской электрички Люси Модерац (Сандра Буллок) мечтает побывать во Флоренции. Каждый день перед её глазами в окошке билетной кассы проходит красивый молодой человек. Она даже не знает его имени, но с удовольствием бы вышла за него замуж. Однажды, перед рождественскими праздниками, на этого молодого человека по имени Питер Каллахан (Питер Галлахер) нападают на перроне и он падает на рельсы. Люси в последнюю секунду спасает потерявшего сознание мужчину от гибели.
Питер попадает в больницу и находится в коме. По недоразумению родственники Каллахана принимают Люси за его невесту, а Люси не находит в себе сил исправить эту ошибку. Она знакомится с роднёй Питера и чувствует в ней именно то, чего ей так не хватало в жизни — настоящую семью. Люси проводит много времени с братом Питера, Джеком Каллаханом (Билл Пуллман), который влюбляется в неё. Когда Питер приходит в себя, он, естественно, не может вспомнить Люси, а семья принимает это за амнезию. Люси понимает, что необходимо объясниться, однако не решается сделать это сама.
Близкий друг семьи Сол, который является также крёстным отцом Питера, берёт на себя эту нелёгкую задачу. Однако вместо того, чтобы открыть правду, он убеждает Питера сделать Люси предложение руки и сердца. Питер следует его совету.
Люси принимает предложение Питера, но не может справиться со своими чувствами. Уже в церкви, в последний момент перед алтарём, Люси осознаёт, что она любит Джека, и раскрывает всю историю: в семье Каллаханов она нашла то семейное тепло, от которого уже давно отвыкла.
После всей неразберихи Люси покидает церковь и возвращается в свою маленькую квартирку и на своё рабочее место в билетной кассе.
В конце фильма у окошка билетной кассы появляется Джек в сопровождении всей семьи и делает Люси предложение. Голос Люси за кадром поясняет, что в свадебное путешествие молодожёны отправились во Флоренцию.

## В ролях
- Сандра Буллок — Люси Модерац
- Билл Пуллман — Джек Каллахан
- Питер Галлахер — Питер Каллахан
- Питер Бойл — Окс Каллахан
- Микол Меркурио — Мидж Каллахан
- Моника Кина — Мэри Каллахан
- Глинис Джонс — Элси
- Джек Уорден — Сол
- Элли Уокер — Эшли Бартлетт Бэйкон
- Джейсон Бернард — Джерри Уоллес
- Майкл Рисполи — Джо-младший

## Награды
- 1995 — «Золотой экран» (Германия)
  - премия дистрибьютерской компании Buena Vista
- 1996 — номинация на премию Золотой глобус
  - Лучшая актриса